# Ane Brun
Ane Brunvoll, nota come Ane Brun (Molde, 10 marzo 1976), è una cantautrice e musicista norvegese.
Attiva dal 1998, vive a Stoccolma, in Svezia, dal 2001. Qui scrive, registra e produce i suoi lavori.

## Biografia
Figlia di una cantante jazz e di un avvocato, nonché sorella della cantante Mari Kvein Brunvoll, cresce a Molde, ma inizia l'attività di autrice e compositrice a Bergen. Dopo aver registrato le prime demo nel 1999, si sposta in Svezia, prima ad Uppsala e poi a Stoccolma (2001), dove inizia a dedicarsi esclusivamente alla musica. Pubblica nel 2002 il suo disco d'esordio, Spending Time with Morgan (Morgan è il soprannome della chitarra), registrato insieme a Katharina Nuttall. Il disco, pubblicato dalla label DetErMine, viene diffuso in undici Paesi europei dalla V2 Records. Dopo la pubblicazione del disco, intraprende un tour in Europa.
Nel 2005 pubblica A Temporary Dive, pubblicato anche negli Stati Uniti nel 2006 ed in Giappone nel 2007. L'album riprende i temi del disco precedente e include una collaborazione con Ron Sexsmith. Nel novembre del 2005 pubblica un altro disco, Duets, caratterizzato da numerosi duetti, inclusi quelli con Syd Matters, Madrugada, Teitur, Lars Bygdén e Tingsek. Dopo un lungo tour, nel 2007 pubblica il disco Live in Scandinavia, che ripercorre proprio le date live in cui Ane è stata accompagnata da Nina Kinert e Staffan Johansson.
Nel 2008 pubblica il suo terzo album in studio, Changing of the Seasons, prodotto dall'islandese Valgeir Sigurðsson. Al disco partecipa anche, in qualità di arrangiatore, lo statunitense Nico Muhly. Circa un anno dopo è la volta di Sketches, che include versioni acustiche dei brani presenti nel disco precedente.
Nel 2009 pubblica un DVD contenente la registrazione di un concerto tenuto a Stoccolma. Inoltre partecipa con numerosi artisti svedesi e non ad un progetto di sensibilizzazione nei confronti dei cambiamenti climatici chiamato No More Lullabies. 
Nel 2010-2011 collabora con Peter Gabriel per il suo album New Blood. Si esibisce con lui in tour.
Nel settembre 2011 pubblica il disco It All Starts with One (uscito in ottobre nel Regno Unito e in novembre negli Stati Uniti). Prodotto da Tobias Fröberg, il disco si avvale anche della collaborazione di José González.
Nel maggio 2013 pubblica una raccolta di 32 brani intitolata Songs - 2003 to 2013, in cui celebra i dieci anni di attività. Nell'ottobre dello stesso anno pubblica un'altra raccolta, questa volta di cover e outtakes dal titolo Rarities.

## Discografia

### Album studio
- 2003 - Spending Time with Morgan
- 2005 - A Temporary Dive
- 2005 - Duets
- 2008 - Changing of the Seasons
- 2008 - Sketches
- 2011 - It All Starts with One
- 2015 - When I'm Free
- 2017 - Leave Me Breathless
- 2020 - After the Great Storm
- 2020 - How Beauty Holds the Hand of Sorrow
- 2023 - Portrayals

### Live
- 2007 - Live in Scandinavia
- 2009 - Live at Stockholm Concert Hall
- 2018 - Live at Berwaldhallen (insieme all'Orchestra Sinfonica della Radio Svedese)

### Raccolte
- 2013 - Songs 2003-2013
- 2013 - Rarities

## Videografia
- 2009 - Live at Stockholm Concert Hall (DVD)